# 藤井泰
藤井 泰（ふじい やすし、1954年1月28日 - ）は、日本の教育学者。松山大学経営学部教授。博士（教育学）（1993年、広島大学にて）取得。

## 来歴・人物
山口県山口市生まれ。1976年山口大学教育学部中学校教員養成課程英語専攻卒業、1978年-1979年ロンドン大学に学ぶ。1980年広島大学大学院教育学研究科比較教育制度学博士課程中退、1993年「イギリス中等教育制度史研究 -三類型別中等教育の系譜」で広島大学にて博士（教育学）。1981年松山商科大学講師、1985年同大学助教、1986年-1987年バーミンガム大学客員研究員を経て、1992年松山大学経営学部教授に就任。

## 著書
- 『イギリス中等教育制度史研究』風間書房 1995

### 共編著
- 『過去を忘れない 語り継ぐ経験の社会学』桜井厚,山田富秋共編 せりか書房 2008
- 『エッセンス学校教育相談心理学』石川正一郎共編著 北大路書房 2010

### 翻訳
- W.D.ルービンステイン『衰退しない大英帝国 その経済・文化・教育:1750-1990』村田邦夫共訳 晃洋書房 1997
- アイヴァー・F.グッドソン『教師のライフヒストリー 「実践」から「生活」の研究へ』山田浩之共編訳 晃洋書房 2001
- アイヴァー・グッドソン, パット・サイクス『ライフヒストリーの教育学 実践から方法論まで』高井良健一,山田浩之,白松賢共訳 昭和堂 2006
- マイケル・サンダーソン『イギリスの経済衰退と教育 1870-1990s』安原義仁,福石賢一共監訳 晃洋書房 2010

## 参考
- J-GLOBAL
- 『現代日本人名録』2002年